# Deus Vayanne
La Vayanne est une supercar électrique développée par le constructeur automobile autrichien Deus Automobiles et produite en 99 exemplaires à partir de 2025.

## Présentation

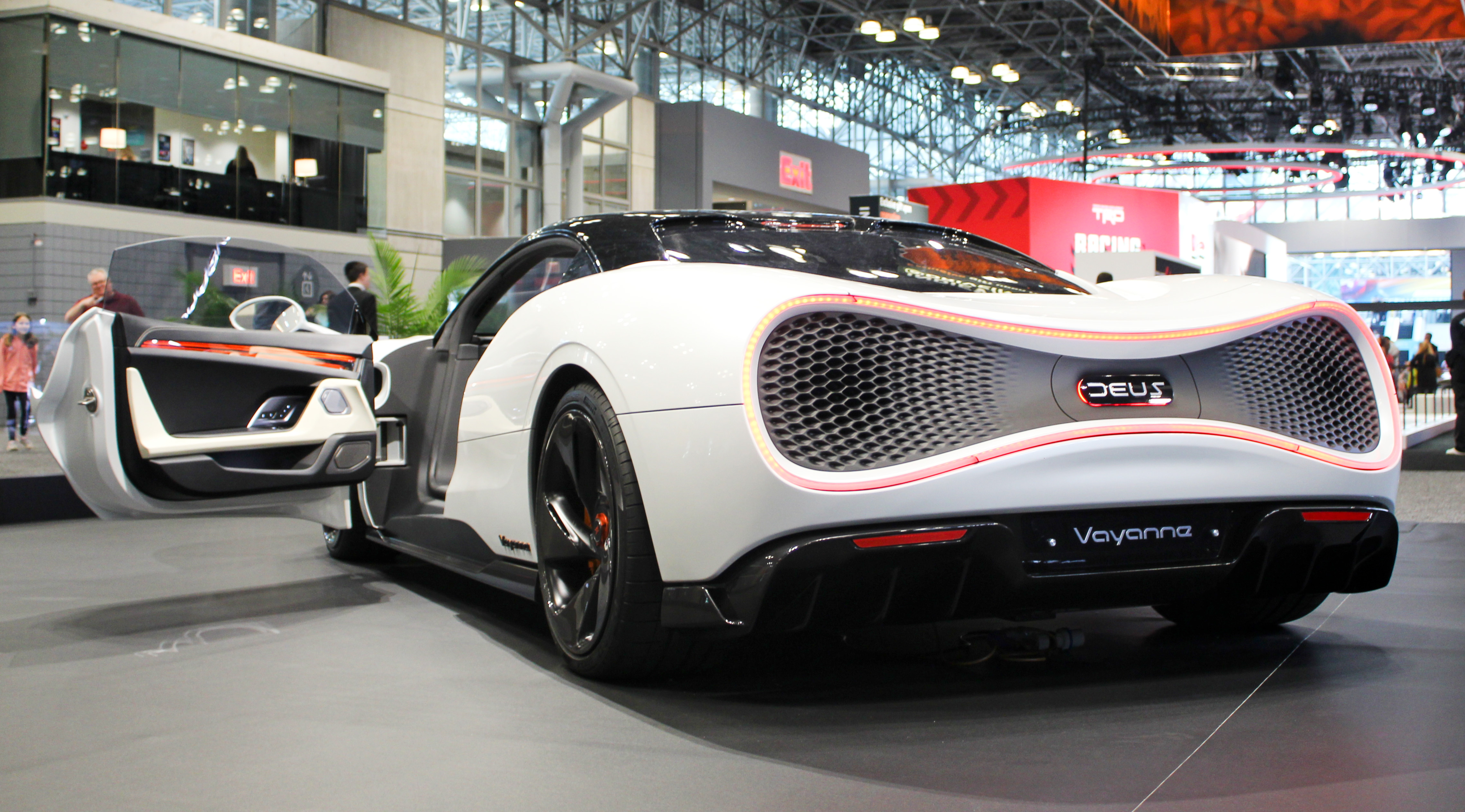
Deus Vayanne.

La Deus Vayanne est présentée au salon de l'automobile de New York en avril 2022. Elle est une concurrente des supercars électriques Pininfarina Battista, Rimac Nevera et Lotus Evija. Elle est produite en Autriche à partir de 2025.

## Caractéristiques techniques
La Vayanne est développée en collaboration avec Italdesign et Williams Advanced Engineering (WAE), filiale de l’écurie de Formule 1 Williams F1 Team.